# Heinrich von Coudenhove-Kalergi
Heinrich Johann Maria von Coudenhove-Kalergi (1859 - 14 de maio de 1906), também conhecido como Heinrich Coudenhove-Kalergi e até 1903 Graf von Coudenhove, era um viajante e diplomata austríaco da família Coudenhove-Kalergi. Ele nasceu em Viena e morreu em Poběžovice. Ele falava 18 idiomas (incluindo o turco, árabe, hebraico e japonês).
1. ↑  «Heinrich Johann Marie, Count von Coudenhove-Kalergi, b.1859 d.1906 - Ancestry®». www.ancestry.co.uk (em inglês). Consultado em 1 de abril de 2024